# Johan Carbonero
Johan Stiven Carbonero Balanta, mais conhecido como Carbonero (nascido em 20 de julho de 1999), é um futebolista colombiano que atua como ponta-esquerda e atacante. Atualmente joga pelo Internacional.

## Carreira
Revelado pelo Once Caldas, estreou profissionalmente em 2018, tendo marcado 6 gols pelo time colombiano, num total de 59 partidas.
Posteriormente, Carbonero foi contratado pelo Gimnasia y Esgrima La Plata em 2021.

### Racing
Em 2022, Carbonero é contratado pelo Racing Club. Pelo clube argentino, conquistou o título inédito da Copa Sul-Americana em 2024, derrubando o Cruzeiro na final.

### Internacional
Em 22 de janeiro de 2025, Carbonero é anunciado pelo Internacional, por empréstimo de um ano. Logo em sua partida de estreia, entrando durante o segundo tempo, marcou seu primeiro gol com a camisa colorada em vitória por 2 a 0 contra o São José.
Já em dois meses pelo colorado, Carbonero conquistou o Campeonato Gaúcho de 2025, tendo marcado um dos gols da final no jogo de ida, em vitória por 2 a 0 contra o Grêmio na Arena.

## Seleção Nacional
Carbonero teve passagem pelas seleções de base colombianas, dentre elas a seleção sub-20, onde disputou Sul-Americano Sub-20 e Mundial Sub-20, ambos torneios em 2019. Também disputou o torneio Pré-Olímpico de 2020.
Devido às boas atuações no Inter, incluindo a conquista do Campeonato Gaúcho 2025, Carbonero foi convocado pela primeira vez pra seleção principal em 17 de março de 2025, para jogos das eliminatórias da Copa de 2026.

## Títulos
Racing
- Troféu de Campeões da Liga Profissional: 2022[6]
- Copa Sul-Americana: 2024

Internacional
- Campeonato Gaúcho: 2025

## Links externos
- «Perfil de Johan Carbonero». em Soccerway